# Dimitrie (jupan)

Formaţiuni politice româneşti în secolele IX - XIII

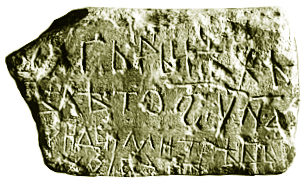
Inscripţia din 943

Pe o placă datată din 943, descoperită lângă actuala comună Mircea Vodă, Constanța apare o inscripție în limba slavonă veche menționând un anume jupan, pe nume Dimitrie. Este probabil ca Dimitrie să fi fost de origine vlahă și să se fi despărțit de Bulgaria după moartea țarului Simeon I cel Mare (927).